# ベートーヴェンは凄い! 全交響曲連続演奏会
ベートーヴェンは凄い! 全交響曲連続演奏会（ベートーヴェンはすごい！ ぜんこうきょうきょくれんぞくえんそうかい）は、毎年大晦日（12月31日）に日本で行われる演奏会。ベートーヴェンの全交響曲を1日 で、交響曲の番号順に演奏する。国内の主要なクラシック音楽イベントの一つである。

## 概要
2003年にスタートし、2004年・2005年には指揮者の岩城宏之が全曲の指揮を行って話題となった。岩城の没後、2007年（第5回）から2009年（第7回)と2011年（第9回）から2021年（第19回）、2024年（第22回）は小林研一郎が、2010年（第8回）にはロリン・マゼールが、2022年（第20回）と2023年（第21回）は広上淳一が担当している。
毎年行われている国内のクラシック音楽に関する行事としては非常に知られており、チケットも毎回完売する人気である。
基本的には東京文化会館の大ホールで開催される。午後から交響曲第1番の演奏が始まる。かつて終演時刻は新年になっていたものの、2010年以降は12月31日以内に終わるようになった。
演奏されるベートーヴェンの全交響曲は以下の通り。
- 第1番 ハ長調 op.21
- 第2番 ニ長調 op.36
- 第3番 変ホ長調 op.55「英雄」
- 第4番 変ロ長調 op.60
- 第5番 ハ短調 op.67「運命」
- 第6番 ヘ長調 op.68「田園」
- 第7番 イ長調 op.92
- 第8番 ヘ長調 op.93
- 第9番 ニ短調 op.125「合唱付き」

オーケストラは岩城宏之の存命中はN響のメンバーを中心とした編成だったが、それ以降は岩城宏之の名を冠した「イワキオーケストラ」、「岩城宏之メモリアル・オーケストラ」などの特別編成のオーケストラとなっている。

## 2003年
- 日時：2003年12月31日15:30 - 2004年1月1日0:40
- 会場：東京文化会館（東京都台東区）
- 指揮：岩城宏之、大友直人、金聖響
- 管弦楽：東京交響楽団、東京シティ・フィルハーモニック管弦楽団
- ソロ：釜洞祐子（ソプラノ）、坂本朱（アルト）、小林一男（テノール）、直野資（バリトン） - 第9番
- 合唱：晋友会合唱団、東響コーラス - 第9番
- 合唱指揮：関屋晋
- トーク：三枝成彰、島田雅彦、横山幸雄
- 演奏曲目
  - 交響曲第1番 ハ長調（岩城 - 東京シティ・フィル）
  - 交響曲第2番 ニ長調（金 - 東京交響楽団）
  - 交響曲第3番 変ホ長調 「英雄」（金 - 東京シティ・フィル）
  - 交響曲第4番 変ロ長調（大友 - 東京交響楽団）
  - 交響曲第5番 ハ短調 「運命」（大友 - 東京交響楽団）
  - 交響曲第6番 ヘ長調 「田園」（岩城 - 東京シティ・フィル）
  - 交響曲第7番 イ長調（大友 - 東京交響楽団）
  - 交響曲第8番 ヘ長調（金 - 東京シティ・フィル）
  - 交響曲第9番 ニ短調 「合唱付」（岩城 - 東京交響楽団、東京シティ・フィル）

## 2004年
- 日時：2004年12月31日15:30 - 2005年1月1日0:50
- 会場：東京文化会館（東京都台東区）
- 指揮：岩城宏之
- 管弦楽：N響メンバー達による管弦楽団
- ソロ：釜洞祐子（ソプラノ）、黒木美保里（アルト）、小林一男（テノール）、福島明也（バリトン） - 第9番
- 合唱：晋友会合唱団 - 第9番
- 合唱指揮：関屋晋
- トーク：三枝成彰
- 演奏曲目
  - 交響曲第1番 ハ長調
  - 交響曲第2番 ニ長調
  - 交響曲第3番 変ホ長調 「英雄」
  - 交響曲第4番 変ロ長調
  - 交響曲第5番 ハ短調 「運命」
  - 交響曲第6番 ヘ長調 「田園」
  - 交響曲第7番 イ長調
  - 交響曲第8番 ヘ長調
  - 交響曲第9番 ニ短調 「合唱付」

演奏会の模様はスカイ・エーで生中継された。

## 2005年
- 日時：2005年12月31日15:30 - 2006年1月1日1:20
- 会場：東京芸術劇場（東京都豊島区）
- 指揮：岩城宏之
- 管弦楽：イワキオーケストラ（N響メンバーを中心とした特別編成のオーケストラ）
- ソロ：釜洞祐子（ソプラノ）、坂本朱（アルト）、佐野成宏（テノール）、福島明也（バリトン） - 第9番
- 合唱：晋友会合唱団 - 第9番
- 合唱指揮：清水敬一
- トーク：金子建志、三枝成彰
- 演奏曲目
  - 交響曲第1番 ハ長調
  - 交響曲第2番 ニ長調
  - 交響曲第3番 変ホ長調 「英雄」
  - 交響曲第4番 変ロ長調
  - 交響曲第5番 ハ短調 「運命」
  - 交響曲第6番 ヘ長調 「田園」
  - 交響曲第7番 イ長調
  - 交響曲第8番 ヘ長調
  - 交響曲第9番 ニ短調 「合唱付」

演奏会の模様は2004年と同様にスカイ・エーで生中継された。

## 2006年
- 日時：2006年12月31日15:30 - 2007年1月1日0:55
- 会場：東京文化会館（東京都台東区）
- 指揮：下記（年齢の若い順に1曲ずつを担当）
- 管弦楽：イワキオーケストラ
- ソロ：釜洞祐子（ソプラノ）、坂本朱（アルト）、佐野成宏（テノール）、福島明也（バリトン） - 第9番
- 合唱：晋友会合唱団 - 第9番
- 合唱指揮：清水敬一
- トーク：三枝成彰
- 演奏曲目
  - 交響曲第1番 ハ長調（指揮：下野竜也）
  - 交響曲第2番 ニ長調（指揮：岩村力）
  - 交響曲第3番 変ホ長調 「英雄」（指揮：大友直人）
  - 交響曲第4番 変ロ長調（指揮：高関健）
  - 交響曲第5番 ハ短調 「運命」（指揮：井上道義）
  - 交響曲第6番 ヘ長調 「田園」（指揮：秋山和慶）
  - 交響曲第7番 イ長調（指揮：小林研一郎）
  - 交響曲第8番 ヘ長調（指揮：ジャン＝ピエール・ヴァレーズ）
  - 交響曲第9番 ニ短調 「合唱付」（指揮：外山雄三）

岩城宏之追悼コンサートとして開催された。

## 2007年
- 日時：2007年12月31日14:00 - 2008年1月1日0:40
- 会場：東京文化会館（東京都台東区）
- 指揮：小林研一郎
- 管弦楽：イワキオーケストラ
- ソロ：菅英三子（ソプラノ）、坂本朱（アルト）、佐野成宏（テノール）、青戸知（バリトン） - 第9番
- 合唱：武蔵野合唱団 - 第9番
- 演奏曲目
  - 交響曲第1番 ハ長調
  - 交響曲第2番 ニ長調
  - 交響曲第3番 変ホ長調 「英雄」
  - 交響曲第4番 変ロ長調
  - 交響曲第5番 ハ短調 「運命」
  - 交響曲第6番 ヘ長調 「田園」
  - 交響曲第7番 イ長調
  - 交響曲第8番 ヘ長調
  - 交響曲第9番 ニ短調 「合唱付」

## 2008年
- 日時：2008年12月31日14:00 - 2009年1月1日00:45
- 会場：東京文化会館（東京都台東区）
- 指揮：小林研一郎
- 管弦楽：イワキオーケストラ （コンサートマスター：篠崎史紀）
- ソロ：
- 合唱：
- 演奏曲目：ベートーヴェン全交響曲

## 2009年
- 日時：2009年12月31日14:00 - 2010年1月1日00:45
- 会場：東京文化会館（東京都台東区）
- 指揮：小林研一郎
- 管弦楽：岩城宏之メモリアル・オーケストラ （コンサートマスター：篠崎史紀）
- ソロ：菅英三子（ソプラノ）、相田麻純（アルト）、高橋淳（テノール）、青戸知（バリトン）
- 合唱：武蔵野合唱団、真夏に第九を歌う会
- 演奏曲目：ベートーヴェン全交響曲

## 2010年
- 日時：2010年12月31日13:00 - 2010年12月31日23:40
- 会場：東京文化会館（東京都台東区）
- 指揮：ロリン・マゼール
- 管弦楽：岩城宏之メモリアル・オーケストラ （コンサートマスター：篠崎史紀）
- ソロ：中丸三千繪（ソプラノ）、坂本朱（アルト）、佐野成宏（テノール）、福島明也（バリトン）
- 合唱：晋友会合唱団
- 演奏曲目：ベートーヴェン全交響曲
- 演奏順番
  - 交響曲第1番 ハ長調
  - 交響曲第2番 ニ長調
  - 交響曲第4番 変ロ長調
  - 交響曲第3番 変ホ長調 「英雄」
  - 交響曲第6番 ヘ長調 「田園」
  - 交響曲第5番 ハ短調 「運命」
  - 交響曲第8番 ヘ長調
  - 交響曲第7番 イ長調
  - 交響曲第9番 ニ短調 「合唱付」

演奏会の模様はUSTREAMで生中継された。

## 2011年
- 日時：2011年12月31日13:00 - 2011年12月31日23:45頃
- 会場：東京文化会館（東京都台東区）大ホール
- 指揮：小林研一郎
- 管弦楽：岩城宏之メモリアル・オーケストラ （コンサートマスター：篠崎史紀）
- ソロ：岩下晶子（ソプラノ）、竹本節子（アルト）、錦織健（テノール）、青戸知（バリトン）
- 合唱：武蔵野合唱団、真夏に第九を歌う会、東響コーラス
- 演奏曲目：ベートーヴェン全交響曲

## 2012年
- 日時：2012年12月31日13:00 - 2012年12月31日23:45頃
- 会場：東京文化会館（東京都台東区）大ホール
- 指揮：小林研一郎
- 管弦楽：岩城宏之メモリアル・オーケストラ （コンサートマスター：篠崎史紀）
- ソロ：岩下晶子（ソプラノ）、竹本節子（アルト）、錦織健（テノール）、青戸知（バリトン）
- 合唱：武蔵野合唱団
- 演奏曲目：ベートーヴェン全交響曲(第9は、マーラー編曲版)

## 2013年
- 日時：2013年12月31日13:00 - 2013年12月31日23:45頃
- 会場：東京文化会館（東京都台東区）大ホール
- 指揮：小林研一郎
- 管弦楽：岩城宏之メモリアル・オーケストラ （コンサートマスター：篠崎史紀）
- ソロ：森麻季（ソプラノ）、山下牧子（アルト）、錦織健（テノール）、青戸知（バリトン）
- 合唱：武蔵野合唱団
- 演奏曲目：ベートーヴェン全交響曲

## 2014年
- 日時：2014年12月31日13:00 - 2014年12月31日23:45頃
- 会場：東京文化会館（東京都台東区）大ホール
- 指揮：小林研一郎
- 管弦楽：岩城宏之メモリアル・オーケストラ （コンサートマスター：篠崎史紀）
- ソロ：森麻季（ソプラノ）、山下牧子（アルト）、錦織健（テノール）、青戸知（バリトン）
- 合唱：武蔵野合唱団
- 演奏曲目：ベートーヴェン全交響曲

## 2015年
- 日時：2015年12月31日13:00 - 2015年12月31日23:50頃
- 会場：東京文化会館（東京都台東区）大ホール
- 指揮：小林研一郎
- 管弦楽：岩城宏之メモリアル・オーケストラ （コンサートマスター：篠崎史紀）
- ソロ：森麻季（ソプラノ）、山下牧子（アルト）、錦織健（テノール）、青戸知（バリトン）
- 合唱：武蔵野合唱団
- 演奏曲目：ベートーヴェン全交響曲

## 2016年
- 日時：2016年12月31日13:00 - 2016年12月31日23:55頃
- 会場：東京文化会館（東京都台東区）大ホール
- 指揮：小林研一郎
- 管弦楽：岩城宏之メモリアル・オーケストラ （コンサートマスター：篠崎史紀）
- ソロ：市原愛（ソプラノ）、山下牧子（アルト）、笛田博昭（テノール）、青戸知（バリトン）
- 合唱：武蔵野合唱団
- 演奏曲目：ベートーヴェン全交響曲

## 2017年
- 日時：2017年12月31日13:00 - 2017年12月31日23:55頃
- 会場：東京文化会館（東京都台東区）大ホール
- 指揮：小林研一郎
- 管弦楽：岩城宏之メモリアル・オーケストラ （コンサートマスター：篠崎史紀）
- ソロ：市原愛（ソプラノ）、山下牧子（アルト）、笛田博昭（テノール）、青戸知（バリトン）
- 合唱：武蔵野合唱団
- 演奏曲目：ベートーヴェン全交響曲

## 2018年
- 日時：2018年12月31日13:00 - 2018年12月31日23:55頃
- 会場：東京文化会館（東京都台東区）大ホール
- 指揮：小林研一郎
- 管弦楽：岩城宏之メモリアル・オーケストラ （コンサートマスター：篠崎史紀）
- ソロ：市原愛（ソプラノ）、山下牧子（アルト）、笛田博昭（テノール）、青戸知（バリトン）
- 合唱：武蔵野合唱団
- 演奏曲目：ベートーヴェン全交響曲

## 2019年
- 日時：2019年12月31日13:00 - 2019年12月31日23:55頃
- 会場：東京文化会館（東京都台東区）大ホール
- 指揮：小林研一郎
- 管弦楽：岩城宏之メモリアル・オーケストラ （コンサートマスター：篠崎史紀）
- ソロ：市原愛（ソプラノ）、山下牧子（アルト）、ジョン・健・ヌッツォ（テノール）、青山貴（バリトン）
- 合唱：武蔵野合唱団
- 演奏曲目：ベートーヴェン全交響曲および、リスト編曲によるベートーヴェンの交響曲第9番第4楽章より。（ピアノ：横山幸雄)

## 2020年
- 日時：2020年12月31日13:00 - 2020年12月31日23:55頃
- 会場：東京文化会館（東京都台東区）大ホール
- 指揮：小林研一郎
- 管弦楽：岩城宏之メモリアル・オーケストラ （コンサートマスター：篠崎史紀）
- ソロ：市原愛（ソプラノ）、山下牧子（アルト）、錦織健（テノール）、青山貴（バリトン）
- 合唱：武蔵野合唱団
- 演奏曲目：ベートーヴェン全交響曲

## 2021年
- 日時：2021年12月31日13:00 - 2021年12月31日23:55頃
- 会場：東京文化会館（東京都台東区）大ホール
- 指揮：小林研一郎
- 管弦楽：岩城宏之メモリアル・オーケストラ （コンサートマスター：篠崎史紀）
- ソロ：市原愛（ソプラノ）、山下牧子（アルト）、錦織健（テノール）、青山貴（バリトン）
- 合唱：武蔵野合唱団
- お話：三枝成彰
- 演奏曲目：ベートーヴェン全交響曲

## 2022年
- 日時：2022年12月31日13:00 - 2022年12月31日23:45頃
- 会場：東京文化会館（東京都台東区）大ホール
- 指揮：広上淳一
- 管弦楽：岩城宏之メモリアル・オーケストラ （コンサートマスター：篠崎史紀）
- ソロ：中村恵理（ソプラノ）、池田香織（アルト）、宮里直樹（テノール）、甲斐栄次郎（バリトン）
- 合唱：ベートーヴェン全交響曲連続演奏会特別合唱団
- 演奏曲目：ウェリントンの勝利（戦争交響曲）Op.91、ベートーヴェン全交響曲

20回を記念して、全交響曲の演奏前に「ウェリントンの勝利」が演奏された。

## 2023年
- 日時：2023年12月31日13:00 - 2023年12月31日23:05頃
- 会場：東京文化会館（東京都台東区）大ホール
- 指揮：広上淳一
- 管弦楽：岩城宏之メモリアル・オーケストラ （コンサートマスター：篠崎史紀）
- ソロ：竹下みず穂（ソプラノ）、山下裕賀（アルト）、工藤和真（テノール）、池内響（バリトン）
- 合唱：ベートーヴェン全交響曲連続演奏会特別合唱団
- 演奏曲目：ベートーヴェン全交響曲

## 2024年
- 日時：2024年12月31日13:00 - 2024年12月31日23:20頃
- 会場：東京文化会館（東京都台東区）大ホール
- 指揮：小林研一郎
- 管弦楽：岩城宏之メモリアル・オーケストラ （コンサートマスター：篠崎史紀）
- ソロ：小川栞奈（ソプラノ）、山下牧子（アルト）、笛田博昭（テノール）、青山貴（バリトン）
- 合唱：ベートーヴェン全交響曲連続演奏会特別合唱団、武蔵野合唱団
- 演奏曲目：ベートーヴェン全交響曲